# Monte Aspra
Il monte Aspra si trova in provincia di Terni, nella parte orientale, al confine con quella di Perugia e di Rieti. Fa parte dell'Appennino Umbro-Marchigiano.
Fa parte della Comunità montana Valnerina e del Parco fluviale del Nera.

## Descrizione
La cima, facilmente identificabile, perché è una delle pochissime alte cime boscose in quella zona, è a 1.672 m s.l.m..
A circa un chilometro di distanza in direzione O-N-O, svetta invece Croce d'Aspra, leggermente più basso 1.557 m s.l.m.. 
Lo separa dal vicino monte Motola (alt. 1573 m s. l. m) l'omonima Forchetta di Motola.
Sorge tra i comuni di Ferentillo e Montefranco (TR) e Monteleone di Spoleto (PG).